# Stiklestad
Stiklestad, miejscowość w Norwegii, w okręgu Nord-Trøndelag, na północny wschód od Trondheim.
Miejsce bitwy 29 lipca 1030, w której Olaf II Haraldsson, usiłujący odzyskać panowanie w Norwegii, poniósł klęskę i zginął w walce z norweskimi chłopami Trøndelagu.
Kamienny kościół w Stiklestad, usytuowany w miejscu śmierci króla Olafa, posiada ascetyczny wystrój, w którym wyróżniają się obrazy przedstawiające jego męczeństwo, piękna średniowieczna chrzcielnica z reliefami oraz prawosławna ikona – dar cerkwi w Nowogrodzie, w którym wypędzony przez Knuta Wielkiego król przebywał na banicji.
Nieopodal kościoła znajduje się skansen z kilkunastoma drewnianymi budynkami wiejskimi, ilustrującymi historię osadnictwa od czasów wikingów do początków XX wieku. Między nimi wyróżnia się stabbur – drewniany, przewiewny budynek na palach służący do przechowywania żywności.
Na wzgórzu nad Stiklestad znajduje się konny pomnik Olafa II Haraldssona, pod którym corocznie odbywają się rekonstrukcje bitwy z 1030 roku.
W 2010 oddano do użytku Dom Wikingów. Przypominający odwróconą łódź długi drewniany obiekt mieści salę obrad, wielką sypialnię  i spiżarnie wikińskiej społeczności. Znajdujące się tam sprzęty, posągi bóstw (Odyn, Freja) i ornamentyka wnętrz starają się oddać charakter epoki.

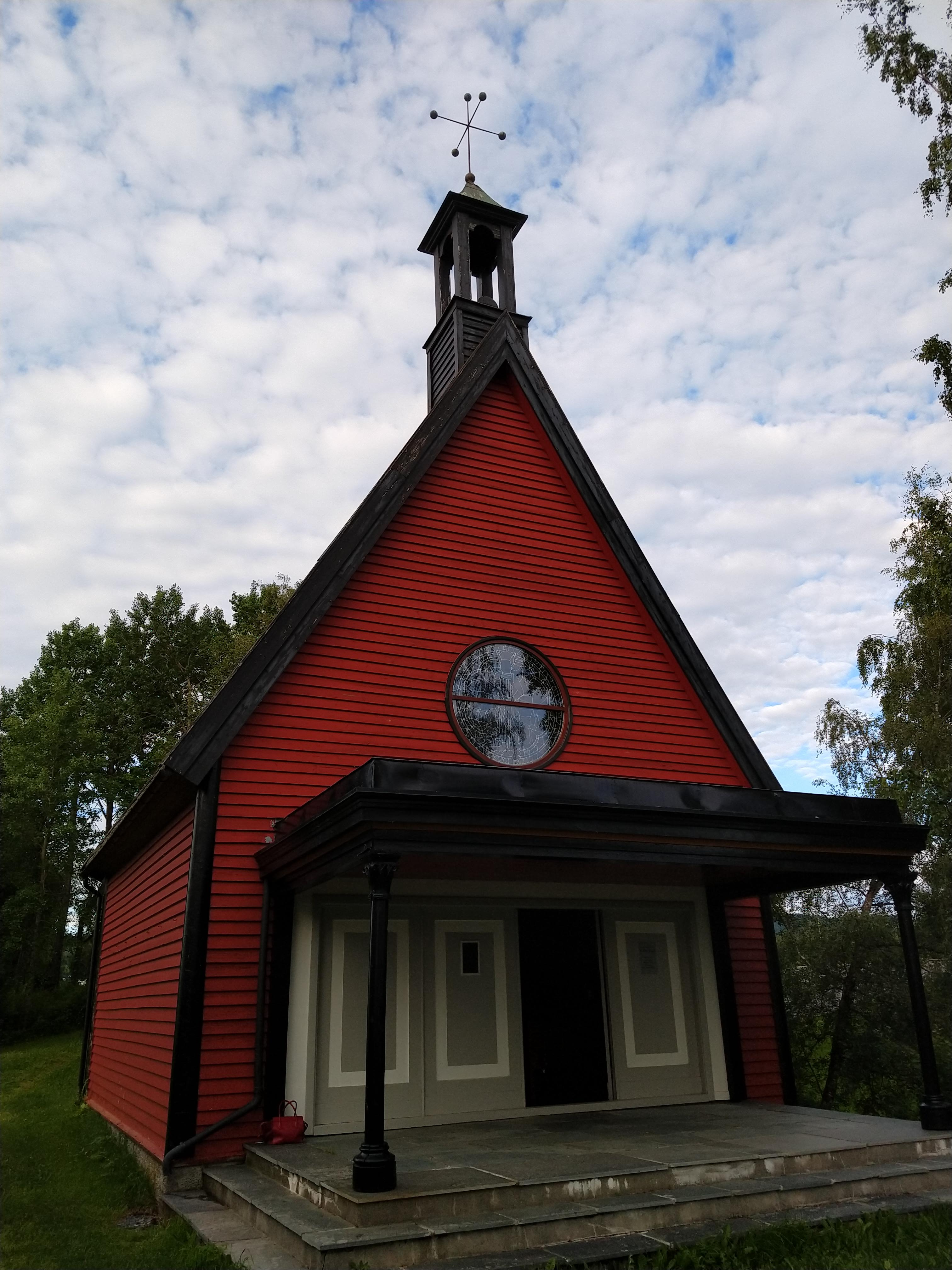
Kaplica katolicka św. Olafa z 1930 r.
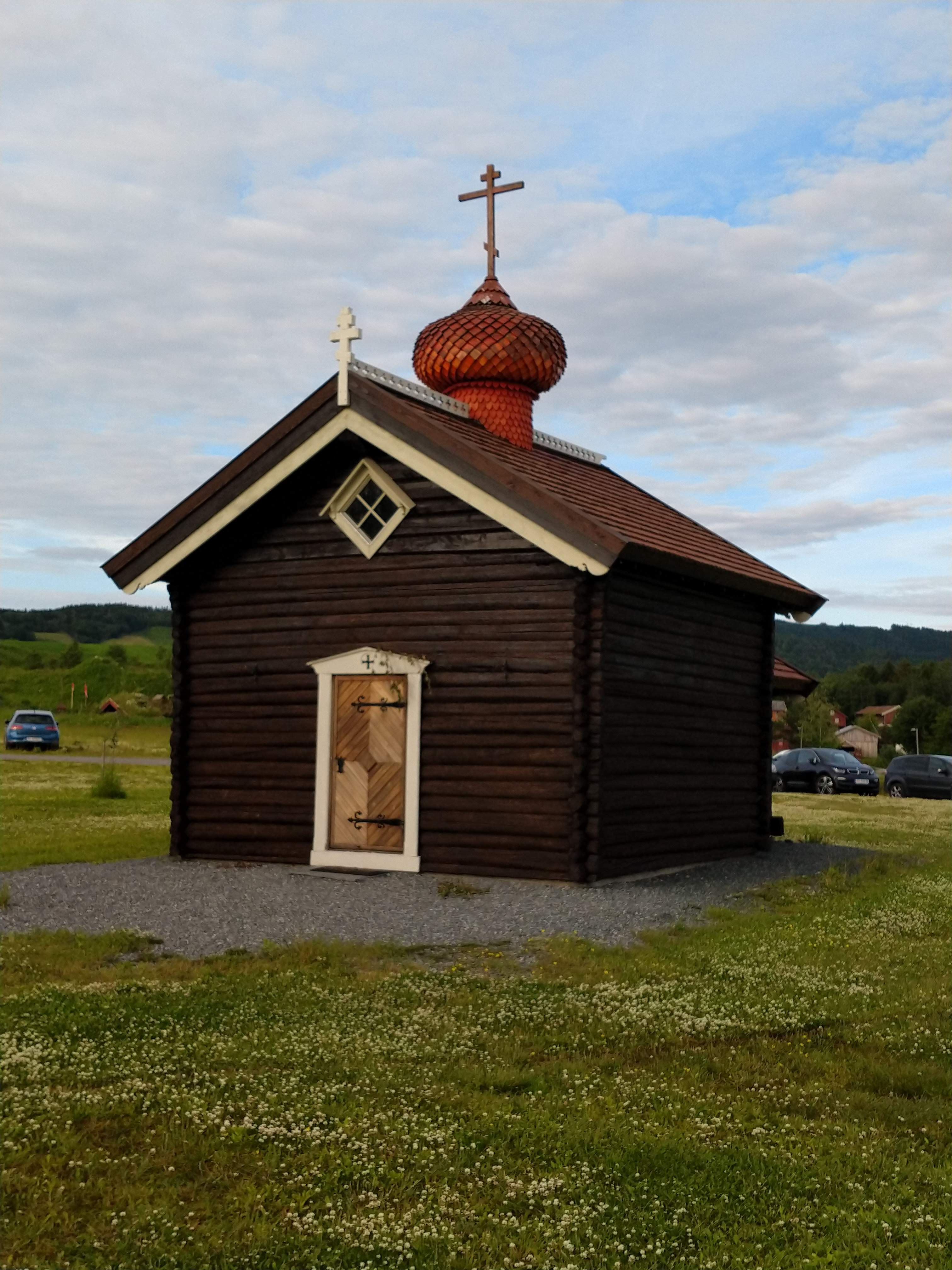
Kaplica prawosławna św. Olafa, przeniesiona w 2014 r. z Folldal